# Belly of the Sun
Belly of the Sun är ett musikalbum från 2002 av den amerikanska jazzsångaren Cassandra Wilson.

## Låtlista
1. The Weight (Robbie Robertson) – 6:05
2. Justice (Cassandra Wilson) – 5:27
3. Darkness on the Delta (Jerry Livingston/Allen J Neiburg/Marty Symes) – 3:48
4. Waters of March (Antonio Carlos Jobim) – 4:27
5. You Gotta Move (Mississippi Fred McDowell) – 2:45
6. Only a Dream in Rio (James Taylor) – 4:32
7. Just Another Parade (Cassandra Wilson) – 6:06
8. Wichita Lineman (Jimmy Webb) – 5:48
9. Shelter from the Storm (Bob Dylan) – 5:18
10. Drunk as Cooter Brown (Cassandra Wilson) – 4:58
11. Show Me a Love (Cassandra Wilson/Jesse Robinson) – 3:50
12. Road So Clear (Rhonda Richmond) – 5:22
13. Hot Tamales (Robert Johnson) – 1:43

## Medverkande
- Cassandra Wilson – sång, gitarr
- India.Arie – sång (7)
- "Boogaloo" Ames – piano (3)
- Jewell Bass – sång (6)
- Children of M.S.44 – sång (4)
- Cyro Baptista – slagverk, sång (1–2, 5–12, 14)
- Kevin Breit – mandolin, gitarrer, sång, bouzouki (1–2, 5–10, 14)
- Olu Dara – trumpet (12)
- Jeffrey Haynes – slagverk (1–2, 5–8, 10–14)
- Vasti Jackson – sång (6)
- Xavyon Jamison – trummor (1, 2, 6, 11–12)
- Richard Johnston – gitarr, sång (5)
- Patrice Moncell – sång (6)
- Mark Peterson – bas (1–2, 6–12, 14)
- Henry Rhodes – sång (6)
- Rhonda Richmond – sång, piano (5, 7, 12)
- Jesse Robinson – elgitarr (11)
- Marvin Sewell – gitarrer (1–2, 6–14)